# Step (sport)

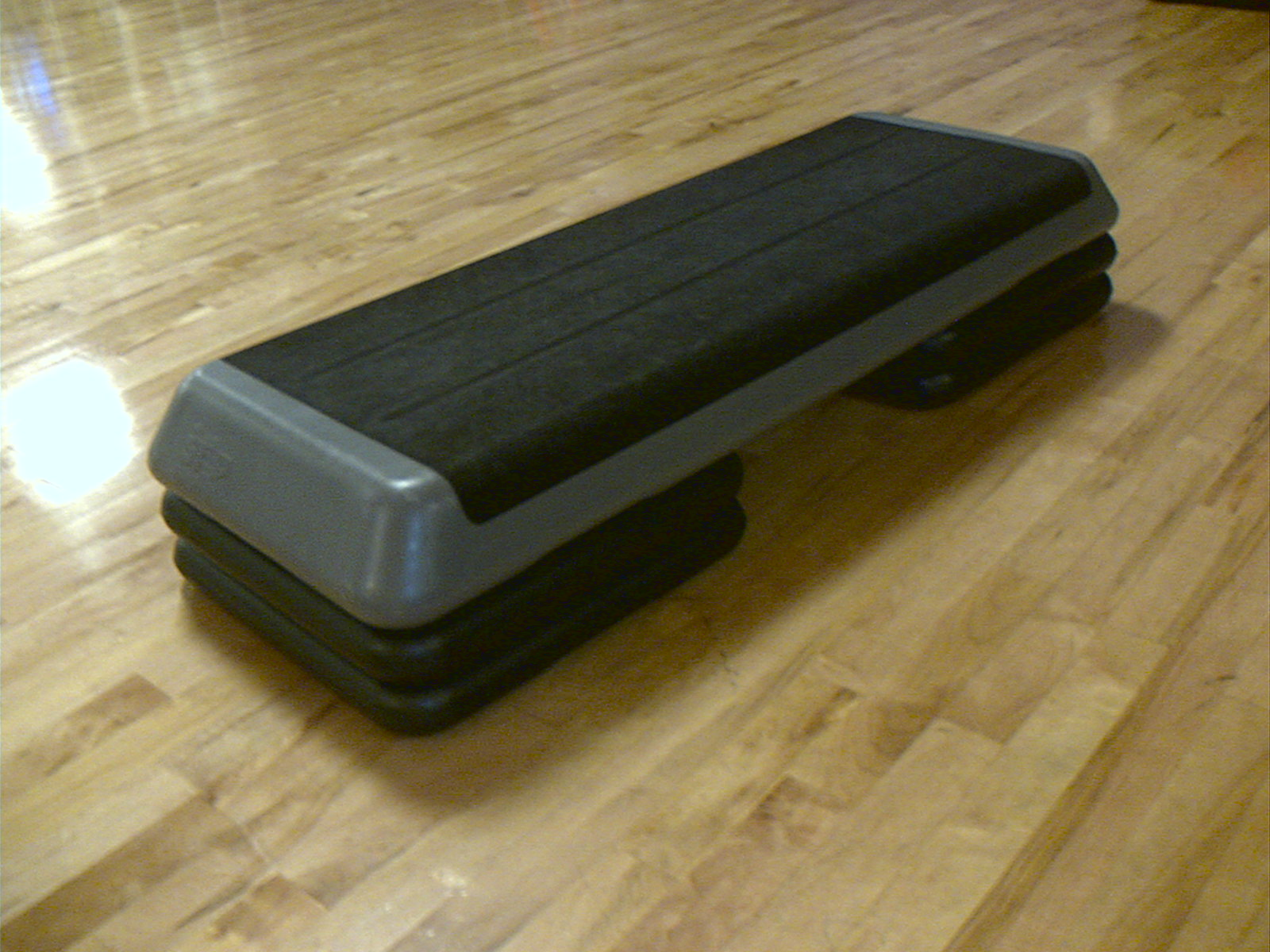
Uno step con due distanziatori

Lo step è una ginnastica aerobica che si distingue da altre forme di esercizio aerobico per l'uso di una piattaforma detta appunto "step" di 25 cm, la cui altezza può essere adattata alle esigenze individuali con appositi distanziatori. Questo esercizio, ideato da Gin Miller nel 1989  è ormai offerto da numerose palestre e centri fitness che hanno un programma di esercizi di gruppo.

## Benefici
Lo step aiuta a bruciare calorie e regolare il peso corporeo: la quantità di calorie bruciate dipende dalla velocità dei movimenti, dall'altezza dell'attrezzo e del tempo che si dedica all'esercizio. Lo step prevede un allenamento che aiuta il sistema cardiovascolare e migliora la deambulazione, l'equilibrio e l'armonia dei movimenti. Dal momento che l'allenamento è divertente e piacevole può aiutare a diminuire lo stress mentale e se è svolto in gruppo, è in grado di creare e sviluppare rapporti sociali.